# Saint-Louis-de-Montferrand
 Saint-Louis-de-Montferrand  là một xã thuộc tỉnh Gironde trong vùng Aquitaine tây nam nước Pháp. Xã này nằm ở khu vực có độ cao trung bình 4 mét trên mực nước biển.